# Мелик-шах I (султан Коньи)
Мелик-шах I (тур. Melikşah, араб. ملکشاه‎) или Шахиншах I (тур. Şâhinşah) — конийский султан в 1110—1116 годах. Второй сын султана Кылыч-Арслана I.
Мелик-шах попал в плен к сельджукскому султану Мухаммеду I после смерти отца в 1107 году и жил в Исфахане, но в 1109 году оказался в Анатолии (то ли был отпущен, то ли бежал) и занял трон. Два брата Меликшаха, Месуд и Араб, были им заключены в тюрьму. Мелик-шах вёл войну против Византии. В 1116 году он заключил мирный договор с императором Алексеем Комнином, поскольку торопился вернуться в Конью. Он узнал, что Месуд вышел из тюрьмы, получил помощь Данышмендида Гюмюштекина Гази и оспорил право Мелик-шаха на титул султана. Мелик-шах столкнулся с солдатами Месуда и укрылся в Тирагионе около Акшехира. Месуд осадил город, и жители выдали ему Мелик-шаха. Месуд велел ослепить Мелик-шаха, заточил его в тюрьме Коньи, а 1117 или 1118 году велел удавить.

## Имя
Согласно Матвею Эдесскому, Михаилу Сирийцу и Бар-Эбрею, у султана Кылыч-Арслана I было четверо сыновей. При этом Матвей Эдесский не называл имен (кроме Месуда), Михаил Сириец назвал этого сына Сайсан (Шахиншах в переводе Ж.-Б. Шабо и В. Ланглуа), а Бар-Эбрей назвал его «Мелик-шах». Хотя Бар-Эбрей во многом опирался на текст Михаила Сирийца, но, по словам турецкого историка М. Кешика, Бар-Эбрей принял во внимание, что Ибн аль-Асир назвал этого сына Кылыч-Арслана «Меликшах» (араб. ملکشاه‎). Анна Комнина записала его имя как «Сайсан» (ср.-греч. Σαϊσάν).

## Биография

### Ранние годы
Мелик-шах (Шахин-шах) родился в 1096 году. Турецкий историк И. Демиркент считала его старшим из сыновей сельджукского султана Кылыч-Арслана I, К. Каэн уточнял, что Мелик-шах был вторым по старшинству, но старший из живых сыновей к 1107 году.
Впервые Мелик-шах упоминается в источниках в связи с событиями 1107 года, когда Кылыч-Арслан боролся с эмиром Джавали (Чавли), которого в 1106 году великий сельджукский султан Мухаммед Тапар назначил атабеком (правителем) Мосула. Кылыч-Арслан I вошёл в Мосул 22 марта 1107 года по приглашению жителей, не желавших принимать Джавали своим правителем из-за слухов о его жестокости. По сообщениям Ибн аль-Асира и Бар-Эбрея, в это время Мелик-шаху было одиннадцать лет. Кроме Мелик-шаха в Мосул Кылыч-Арслана сопровождала одна из жён, Айше-хатун, и их сын Тугрул-Арслан. Джавали отступил. Кылыч-Арслан I оставил в Мосуле небольшой гарнизон, объявил Мелик-шаха меликом (по словам Бар-Эбрея), а одного из своих командиров, эмира Бозмиша, султан назначил атабеком (воспитателем) Мелик-шаха.
Аркукид Мардина Иль-Гази и султан Алеппо Рыдван, не желавшие господства Кылыч-Арслана в Джезире и Северной Сирии, объединились против него с Джавали и 19 мая 1107 года захватили Рахбе. Услышав это, Кылыч-Арслан решил двинуться на них. Но, хотя султан решил сражаться, с ним не было всей его армии. Войска, которые он послал на помощь императору Алексею Комнину, сражавшемуся с Боэмундом на Балканах, ещё не вернулись. Не дожидаясь прибытия этих войск, султан принял бой на берегу реки Хабур. Когда анатолийские эмиры в армии Кылыч-Арслана заметили внушительный размер армии Джавали, они решили не рисковать и отступили, бросив султана. 13 июля 1107 года, воспользовавшись ослаблением сил Кылыч-Арслана, Джавали немедленно начал атаку. Кылыч-Арслан понял, что невозможно добиться успеха. Чтобы не попасть в плен, он на своей лошади бросился в воду реки Хабур, намереваясь перебраться на противоположный берег. Но из-за тяжести доспехов он утонул вместе с лошадью.
После победы Джавали двинулся на Мосул и вошёл в город, не встретив сопротивления. Согласно Ибн аль-Каланиси, «Сын Килиджа [Мелик-шах] укрылся в городе, и Джавали схватил его» и отправил попавшего к нему в плен Мелик-шаха в Исфахан, к сельджукскому султану Мухаммеду Тапару(у отца которого ранее в детстве был в плену Кылыч-Арслан). В источниках нет данных о жизни Мелик-шаха в тюрьме.
Младший сын Кылыч-Арслана, Тугрул-Арслан, с Айше-хатун добрались при помощи эмира Бозмиша в Мелитену. Там Тугрул-Арслан был возведён своей матерью на престол в Мелитене. Воспользовавшись возникшим в Центральной Анатолии вакуумом власти, византийский император Алексей Комнин нарушил мир и напал на государство сельджуков. Ибн аль-Каланиси утверждал, что Мелик-шах бежал в конце лета 1109 года: «он оставался до тех пор, пока не бежал из лагеря в начале 503 года (начался 31 июля 1109 года)». Аналогичное сообщение оставил Сибт ибн аль-Джаузи. Однако, по мнению М. Кешика, более точной является информация, предоставляемая Бар-Эбреем: Мухаммед Тапар понял серьёзность ситуации и отправил Мелик-шаха в Анатолию.
В 1110 году Мелик-шах посадил в тюрьму Месуда и ещё одного своего брата, Араба.

### Войны с Византией
Мелик-шах послал полководца по имени Хасан Кутлуг (Анна Комнина звала его «Асан Катух») против византийцев с армией в 24 000 человек. Бернар Лейб полагал, что этот Асан, и «архисатрап по имени Хасан, владевший Каппадокией» (Кайсери), союзник Кылыч-Арслана в битве при Дорилее (1097) — это одно лицо. Ибн аль-Каланиси полагал, что Хасан был сыном дяди Меликшаха.
В войне с византийцами Хасан повёл себя «безрассудно» и из-за неудач был казнён по приказу Мелик-шаха. Возможно, именно это подтолкнуло в будущем сельджуков к измене и переходу на сторону Месуда.
В 1110 году Мелик-шах попробовал напасть на Киликийскую Армению, но не смог одержать больших побед. После этого Мелик-шах начал войну против Алексея Комнина. Однако военные действия не имели успеха. Потерпев поражение, Мелик-шах отправил к императору посланников с предложением мира, который был заключён в 1112 году.
Вскоре после этого Мелик-шах собрал 50000 армию, которая начала совершать набеги на приморские города: Никею, Бруссу, Пергам и Адрамиттию. Ответный поход императора в 1113 году не принёс результатов. В 1114 году Мелик-шах решил воспользоваться тем, что император был на Балканах, и вернуть потерянные территории в Анатолии. Это вынудило императора отправиться в поход на Конью. По мере продвижения византийской армии вглубь Анатолии сельджуки сжигали перед ними поля и луга, что привело к нехватке кормов и продовольствия. Император узнал, что против него собираются выступить Данышмендиды. Он двинулся на Акшехир и захватил город. Оттуда византийские отряды совершали набеги на регион Коньи, чтобы спасти пленных, попавших в руки сельджуков. Войска Мелик-шаха атаковали возвращавшийся из набега византийский отряд. Императору было некуда отступать, и победа Мелик-шаха была лишь вопросом времени. Но, несмотря на это, в этот момент Мелик-шах предложил мир. То, что в такой ситуации Мелик-шах пошёл на переговоры, можно объяснить лишь новостью, что Месуд вышел из тюрьмы и получил помощь Данышмендида Мелика Гази. По словам Михаила Сирийца, военачальник Мелик-шаха освободил Месуда из тюрьмы и отвёз к Данышмендиду. Там они провозгласили Месуда султаном.
Император принял предложение мира. На следующий день в лагере близ Афьонкарахисара был подписан мирный договор (1116). Император также дал крупную сумму денег султану и ценные дары его эмирам. Византия по итогам заключённого мира получала Дорилей.

### Смерть
Во время переговоров с Мелик-шахом императору стало известно, что против того поднят мятеж. Алексей посоветовал Мелик-шаху остаться в лагере или воспользоваться византийской охраной, но султан отказался, видимо, не поверив в заговор брата. Анна Комнина прокомментировала это следующими словами: «Таков уж надменный нрав варваров, считающих себя чуть ли не выше облаков».
Мелик-шах посылал разведывательные отряды проверить, нет ли разбойников. Но посланные встретили по пути Месуда и перешли на его сторону. Вернувшись к султану, они сообщили, что дорога безопасна. В результате Мелик-шах столкнулся с солдатами Месуда.
Анна Комнина писала: «Некий Гази, сын сатрапа по имени Асан Катух, убитого султаном Шахиншахом, выходит из рядов и ударяет копьём Шахиншаха, но султан, быстро обернувшись, выхватывает копьё из рук Гази со словами: „Не знал я, что ныне и женщины мечут в нас копья“. Затем он быстро направляется назад к императору». Когда он пытался бежать к императору, эмир по имени Пухей (сторонник Месуда) посоветовал ему укрыться в Тирагионе около Акшехира. Месуд вскоре осадил город, и Пухей уговорил жителей сдаться Месуду и выдать Мелик-шаха. Месуд велел выколоть своему брату глаза, а затем заточил его в тюрьме Коньи (1116). Поскольку под рукой не было подходящих для ослепления инструментов, был использован длинный подсвечник, находившийся среди даров императора Мелик-шаху.
Михаил Сириец писал, что «когда Мелик-шах возвращался из Константинополя с полученным золотом, они устроили засаду, захватили его и выкололи ему глаза». Анна Комнина утверждала, что, Мелик-шах был ослеплён не полностью. Его отвезли в Конью, где он проговорился кормилице, что может видеть. Узнав об этом, Месуд велел убить брата по старому шаманскому и сельджукскому обычаю, без пролития крови — удавить тетивой лука — в 1117 или 1118 году.
Турецкие исследователи М. Зеки Орал и М. Ондер полагали, что Мелик-шах похоронен в гробнице при мечети Алаэддина.
Мелик-шах правил 6 лет, он умер в двадцать один год. По словам Э. Мерчила, «он управлял государством с равнодушием юноши, недостаточно ценил опытных полководцев и был самонадеян». М. Кешик писал, что «он был молод и неопытен и пострадал из-за предательства».